# 나가토 단다이
나가토 단다이(일본어: 長門探題, ながとたんだい)는 일반적으로 서기 1276년(겐지 2년)에 일본 가마쿠라 막부(鎌倉幕府)가 원나라의 일본 원정에 대처하고자 당시의 나가토국(長門国)에 설치했던 최전선 방어기관의 호칭으로 알려져 있다. 나가토 슈고(長門守護)의 지휘를 받으며 차츰 광대해졌던 것으로 보이는데, 상세한 것은 알 수 없다. 초대 나가토 단다이로 임명된 호조 무네요리(北条宗頼) 이후 호조씨(北条氏) 일문의 사람이 이 자리에 임명되었다.
사료상으로는 호조 도키타다(北条時直)만이 「나가토 스오 단다이」(長門周防探題)라는 호칭으로 불렸던 것이 확인되고 있다.

## 연혁
1274년(분에이 11년) 10월, 몽골-고려 연합군이 규슈(九州) 북부 방면으로 쳐들어왔다. 일본에서 분에이의 역(文永の役)이라고 부르는 이 사건을 계기로 가마쿠라 막부는 1276년에 최전선 방위의 강화를 위해 싯켄(執権) 호조 도키무네(北条時宗)의 동생인 호조 무네요리(北条宗頼)를 나가토 슈고로 임명해 나가토로 파견했다. 이것이 나가토 단다이의 시초라고 여겨지고 있다. 몽고습래(蒙古襲来)라 불리는 일본 역사상 초유의 비상사태에 대처하기 위해 무네요리에게는 여느 슈고들 보다도 강대한 권능이 주어졌던 것으로 보이나 그 권능이 정확히 어느 정도였는지는 상세하지 않다.
나가토에는 나가토경고번역이 설치되었고 1281년(고안 4년)의 원나라의 제2차 일본 원정(일본명 고안의 역弘安の役)에 즈음해 몽골군이 나가토까지 쳐들어왔다는 전승도 있지만 확인할 수 있는 시기는 비교적 후대의 자료를 통해서이다. 때문에 나가토로까지 몽골군이 쳐들어 왔다는 것은 사료의 부족 등으로 상세한 것을 알 수 없다.
나가토 슈고는 스오 슈고(周防守護)직도 겸하는 경우가 많았고 나가토 스오 단다이(長門周防探題)라는 호칭도 그로 인해서 붙여졌던 것으로 보인다. 또한 후세에는 나가토 단다이의 권능이 확대되어 산요도(山陽道) ・ 산인도(山陰道) 전역의 검단까지 통괄한 시기도 있었기에, 주고쿠 단다이(中国探題)라는 호칭으로도 불렸다.
1333년(겐코 3년), 일본 전국 각지에서 가마쿠라 막부에 대한 반기가 올랐다. 규슈에서는 막부의 중요기관이었던 진제이 단다이(鎮西探題)가 맹렬한 공격을 받았다. 당시의 나가토 단다이 호조 도키타다는 진제이 단다이에게 구원을 요청하였으나 미처 닿기도 전에 진제이 단다이는 멸망하였고, 도키타다는 부젠(豊前)의 야나기가우라(柳ヶ浦)에서 항복했으며, 가마쿠라 막부의 나가토 단다이도 역사의 막을 내렸다. 훗날 무로마치 막부(室町幕府)에서는 쇼군(将軍) 아시카가 다카우지(足利尊氏)의 서자인 아시카가 다다후유(足利直冬)가 잠시 나가토 단다이로 임명되기도 했다.

## 명칭과 실제
사료상으로 「나가토 단다이」는 호조 도키타다가 알려져 있으나, 호조 무네요리 이후의 호조 일문이 맡아온 나가토 슈고는 여느 슈고들보다도 강한 권능을 가지고 있었던 것이 사료 곳곳에 보이고 있어, 후세에 「나가토 단다이」라는 명칭은 이로부터 생각되었다고 생각되고 있다. 다만 그 실제는 자세하지 않다.
이에 대해 실체가 불분명한 것뿐만 아니라 「나가토 단다이」의 존재 그 자체를 부정하는 설도 존재한다. 이러한 설에 따르면 『구쓰나 문서』(忽那文書)의 「구쓰나 시게키요(忽那重清) 군충장」(忽那重清軍忠状) 이외에 「나가토 단다이」라 기록된 문서가 오늘날까지 남아있지 않다는 것은 부자연스러운 것이며, 또한 「나가토 단다이」라는 직제가 실제했다면 로쿠하라 단다이(六波羅探題)나 진제이 단다이(鎮西探題)와 함께 막부의 명령을 직접 받는 입장에 있었을 텐데, 현존하는 행정문서로 얻을 수 있는 정보는 막부로부터 나가토 단다이에 대한 명령이 원나라와의 전투 이후에도 로쿠하라 단다이를 경유해서 집행되었으며 또한 그 이외의 분야에서도 나가토 슈고는 로쿠하라 단다이의 지휘 및 명령을 받는 입장이었으며 그 명령하의 범주를 넘는 직권을 행했다는 증거는 발견되지 않고 있다는 점이 지적된다. 그리고 원나라의 일본 원정 이후 호조 씨(北条氏)의 일문 내 유력자가 나가토 ・ 스오(周防)의 슈고를 겸하는 상태가 지속되기는 했지만 그들의 출자(出自)로써 「나가토 단다이」라는 속칭이 사용되고 있었을 가능성이 있다는 점, 당시의 가마쿠라 막부에 있어 「나가토 단다이」라 불리는 역직(役職) 및 조직은 존재하지 않았으며 「스오 슈고」(防長守護)라 불려야 할 존재였다는 것이다.

## 설치된 위치
1276년에 호조 무네요리가 나가토 슈고직에 보임되고 나가토 단다이가 실질적으로 창시되기 이전에는 닛카이도 씨(二階堂氏)가 나가토 슈고직을 맡았다. 그러나 닛카이도 씨는 가마쿠라에 상주하고 있었으므로 현지에서의 대리인 자격으로 미이 씨(三井氏)가 나가토 슈고다이(守護代)를 맡고 있었다. 미이 씨의 저택 터는 오늘날의 일본 시모노세키 시(下関市) 야스오카(安岡)의 도미토(富任)에 있는「산타이 야시키 터」(三太屋敷跡)라 불리는 유적이다.
통상적으로 가마쿠라 시대의 슈고는 가마쿠라에 머물러 있었고 현지에 부임하는 경우는 많지 않았는데, 나가토 슈고로 임명된 호조 무네요리의 경우는 원나라의 침공에 대한 방위의 최전선 사령관으로써 실제로 나가토 국에 부임해 갈 필요가 있었다. 오늘날 호조 무네요리가 주재했던 슈고도코로(守護所)로써 가장 유력시되는 곳은 나가토 고쿠가(国衙)가 존재하고 있었던 조후(長府) 즉 시모노세키 시 조후이다.
또한 훗날 미이 씨는 도요우라 군(豊浦郡)의 무로쓰(室津), 오늘날의 시모노세키 시 도요우라 군 무로쓰로 옮겨갔고, 연고지인 야스오카 지역에 미이 씨가 가지고 있었던 도미토 저택(富任の屋敷)을 호조 무네요리의 거처 즉 나가토 단다이의 거점으로써 호조 무네요리에게 넘겼다는 설도 있다.

## 참고 문헌
- 川添昭二、「長門探題」項（『国史大辞典』10巻、吉川弘文館、1989年、ISBN 4-642-00510-2）
- 山口県教育委員会文化課編、『下関市 三太屋敷跡』（山口県埋蔵文化財調査報告 第41集）、山口県教育委員会、1978年
- 佐藤進一、「周防」項、「長門」項（『増訂鎌倉幕府守護制度の研究―諸国守護沿革考証編』、東京大学出版会、1971年）
- 前田博司、「「長門探題」北条氏」（下関郷土会『郷土（31）』1985年）
- 児玉眞一、「文永・弘安の役を契機とする防長守護北条氏の一考察―守護・守護代の検討を通じて―」（『白山史学（30）』1994年）
- 児玉眞一、「鎌倉時代後期における防長守護北条氏」（山口県地方史学会『山口県地方史研究（71）』1994年）
- 秋山哲雄、「鎌倉期の長門国守護と『長門国守護職次第』」（『東京大学史料編纂所研究紀要（15）』2005年）
- 藤井崇、「鎌倉期「長門探題」と地域公権」（日本歴史学会『日本歴史（689）』、2005年）
- 佐藤秀成、「防長守護小考」（三田史学会『史学（第82巻第1号）』、2013年）

## 같이 보기
- 원나라의 일본 원정
- 진제이 단다이(鎮西探題)
- 나가토경고번역(長門警固番役)